# إيفا سيغلار
إيفا سيغلار (بالكرواتية: Iva Ciglar) مواليد 12 ديسمبر 1985 في سلافونسكي برود، كرواتيا، هي لاعبة كرة سلة كرواتية. بدأت مسيرتها الاحترافية في سنة 2001. مثلت منتخب بلادها. شاركت في دورة الألعاب الأولمبية الصيفية سنة 2012. حققت المركز الثالث في ألعاب البحر الأبيض المتوسط 2009. لعبت مع نادي نوفي زغرب لكرة السلة.

## الميداليات
| الميدالية | المسابقة                        |
| --------- | ------------------------------- |
| برونزية   | ألعاب البحر الأبيض المتوسط 2009 |

## روابط خارجية
- إيفا سيغلار على موقع الاتحاد الدولي لكرة السلة (الإنجليزية)
- إيفا سيغلار على موقع كرة السلة الأوروبية.كوم (الإنجليزية)
- إيفا سيغلار على موقع كلية كرة السلة في سبورتس رفرنس.كوم (الإنجليزية)
- إيفا سيغلار على موقع بروبوليرز (الإنجليزية)
- إيفا سيغلار على موقع سبورتس رفرنس (الإنجليزية)
- إيفا سيغلار على موقع أوليمبيديا (الإنجليزية)